# Cultus verticalis
Cultus verticalis és una espècie d'insecte plecòpter pertanyent a la família dels perlòdids.

## Hàbitat
En el seu estadi immadur és aquàtic i viu a l'aigua dolça, mentre que com a adult és terrestre i volador.

## Distribució geogràfica
Es troba a Nord-amèrica: l'est del Canadà (el Quebec) i els Estats Units (Vermont, Carolina del Nord, Nou Hampshire, Pennsilvània, Tennessee, Virgínia i Virgínia Occidental).